# مه (فیلم ۱۹۲۳)
مه (انگلیسی: The Fog) یک فیلم به کارگردانی پال پاول است که در سال ۱۹۲۳ منتشر شد. از بازیگران آن می‌توان به میلدرد هریس، کالن لندیس، لوئیز درسر، لوئیز فازندا، و رالف لویس اشاره کرد.